# Léopold Guillaume Marie Fabre
Pour les articles homonymes, voir Fabre.
Léopold Guillaume Marie Fabre est un homme politique français né le 11 janvier 1871 à Puch (Lot-et-Garonne) et décédé le 7 décembre 1944 à Marmande (Lot-et-Garonne).

## Biographie
Docteur en droit en 1895, il est avocat à Marmande et bâtonnier. Conseiller général en 1900, il est député de Lot-et-Garonne de 1902 à 1906, siégeant au groupe de l'Union républicaine.

## Sources
- « Léopold Guillaume Marie Fabre », dans le Dictionnaire des parlementaires français (1889-1940), sous la direction de Jean Jolly, PUF, 1960 [détail de l’édition]